# Леві Лейфеймер
Леві Лейфеймер  (англ. Levi Leipheimer; нар. 25 жовтня 1973, Б'ют, Монтана, США) — американський велогонщик, олімпійський медаліст.

## Виступи на Олімпіадах
| Олімпіада  | Дисципліна                         | Місце |
| ---------- | ---------------------------------- | ----- |
| Афіни 2004 | особиста шосейна гонка             | AC    |
| Пекін 2008 | особиста шосейна гонка             | 10    |
| Пекін 2008 | шосейна гонка з роздільним стартом | 3     |